# Gymnochthebius seminole
Gymnochthebius seminole är en skalbaggsart som beskrevs av Perkins 1980. Gymnochthebius seminole ingår i släktet Gymnochthebius och familjen vattenbrynsbaggar. Inga underarter finns listade i Catalogue of Life.